# Горлянка східна
Горлянка східна (Ajuga orientalis) — вид рослин з родини глухокропивові (Lamiaceae), поширений у південній Європі й західній Азії.

## Опис
Багаторічна рослина 10–30 см. Верхівкові листки 3–5-надрізані. Кільця багатоквіткові, внизу трохи розсунуті. Тичинки і стовпчик знаходяться в трубці блакитного віночка; трубка перекручена, в зв'язку з чим нижня губа віночка розташована вгорі.

## Поширення
Поширений у південній Європі (Італія, Албанія, Греція, Україна [Крим], Росія [Північний Кавказ]) й західній Азії (Кіпр, Туреччина, Закавказзя — Азербайджан, Вірменія та Грузія, Ліван-Сирія, Палестина, пн.-зх. Іран).
В Україні вид зростає на кам'янистих гірських схилах — у гірському Криму.